# Waterford (Maine)
Waterford ist eine Town im Oxford County des Bundesstaates Maine in den Vereinigten Staaten. Im Jahr 2020 lebten dort 1570 Einwohner in 1130 Haushalten auf einer Fläche von 137,06 km².

## Geographie
Nach dem United States Census Bureau hat Waterford eine Gesamtfläche von 137,06 km², von der 130,12 km² Land sind und 6,94 km² aus Gewässern bestehen.

### Geographische Lage
Waterford liegt im Südosten des Oxford Countys und grenzt im Süden an das Cumberland County. Mehrere Seen befinden sich auf dem Gebiet der Town. Im Norden liegt der Papoose Pond, zentral der Keoka Lake, östlich von diesem der McWain Pond. im Südwesten der Bear Pond und der Little Moose Pond und im Nordwesten der Five Kezar Pond. Durch den östlichen Teil der Town schlängelt sich der Croocked River in südliche Richtung. Die Oberfläche des Gebietes ist hügelig, die höchste Erhebung ist der 467 m hohe Beech Hill

### Nachbargemeinden
Alle Entfernungen sind als Luftlinien zwischen den offiziellen Koordinaten der Orte aus der Volkszählung 2010 angegeben.
- Norden: South Oxford, Unorganized Territory, 26,6 km
- Osten: Norway, 9,3 km
- Süden: Harrison, Cumberland County, 8,6 km
- Südwesten: Bridgton, Cumberland County, 5,8 km
- Westen: Sweden, 11,2 km
- Nordwesten: Stoneham, 14,0 km

### Stadtgliederung
In Waterford gibt es mehrere Siedlungsgebiete: Bisbeetown, East Waterford, Rices Junction, Sodom, North Waterford, South Waterford und Waterford Flat.

### Klima
Die mittlere Durchschnittstemperatur in Waterford liegt zwischen −8,3 °C (17 °F) im Januar und 20,0 °C (68 °F) im Juli. Damit ist der Ort gegenüber dem langjährigen Mittel Maines um etwa 2 Grad kühler. Die Schneefälle zwischen Oktober und Mai liegen mit deutlich mehr als zwei Metern (bei einem Spitzenwert im Januar von knapp 50 cm) ungefähr doppelt so hoch wie die mittlere Schneehöhe in den USA. Die tägliche Sonnenscheindauer liegt am unteren Rand des Wertespektrums der USA.

## Geschichte
Das Gebiet von Waterford wurde im Jahr 1774 vermessen. David McWayne war der erste Siedler, der das Gebiet im Jahr 1775 erreichte. Weitere frühe Siedler waren Eleazer Hamlin, Großvater von Hannibal Hamlin, und seine Brüder. Als Town wurde das Gebiet am 2. März 1797 organisiert. Zuvor war es als Waterford Plantation organisiert. Eine weitere Bezeichnung war Old No. 5. Im Jahr 1811 wurde ein Teil von Albany hinzugenommen.

### Einwohnerentwicklung
| Volkszählungsergebnisse – Town of Waterford, Maine | Volkszählungsergebnisse – Town of Waterford, Maine | Volkszählungsergebnisse – Town of Waterford, Maine | Volkszählungsergebnisse – Town of Waterford, Maine | Volkszählungsergebnisse – Town of Waterford, Maine | Volkszählungsergebnisse – Town of Waterford, Maine | Volkszählungsergebnisse – Town of Waterford, Maine | Volkszählungsergebnisse – Town of Waterford, Maine | Volkszählungsergebnisse – Town of Waterford, Maine | Volkszählungsergebnisse – Town of Waterford, Maine | Volkszählungsergebnisse – Town of Waterford, Maine |
| Jahr                                               | 1700                                               | 1710                                               | 1720                                               | 1730                                               | 1740                                               | 1750                                               | 1760                                               | 1770                                               | 1780                                               | 1790                                               |
| -------------------------------------------------- | -------------------------------------------------- | -------------------------------------------------- | -------------------------------------------------- | -------------------------------------------------- | -------------------------------------------------- | -------------------------------------------------- | -------------------------------------------------- | -------------------------------------------------- | -------------------------------------------------- | -------------------------------------------------- |
| Einwohner                                          |                                                    |                                                    |                                                    |                                                    |                                                    |                                                    |                                                    |                                                    |                                                    | 154                                                |
| Jahr                                               | 1800                                               | 1810                                               | 1820                                               | 1830                                               | 1840                                               | 1850                                               | 1860                                               | 1870                                               | 1880                                               | 1890                                               |
| Einwohner                                          | 535                                                | 860                                                | 1035                                               | 1123                                               | 1381                                               | 1448                                               | 1407                                               | 1286                                               | 1161                                               | 1001                                               |
| Jahr                                               | 1900                                               | 1910                                               | 1920                                               | 1930                                               | 1940                                               | 1950                                               | 1960                                               | 1970                                               | 1980                                               | 1990                                               |
| Einwohner                                          | 917                                                | 934                                                | 765                                                | 743                                                | 836                                                | 828                                                | 834                                                | 760                                                | 951                                                | 1299                                               |
| Jahr                                               | 2000                                               | 2010                                               | 2020                                               | 2030                                               | 2040                                               | 2050                                               | 2060                                               | 2070                                               | 2080                                               | 2090                                               |
| Einwohner                                          | 1455                                               | 1553                                               | 1570                                               |                                                    |                                                    |                                                    |                                                    |                                                    |                                                    |                                                    |

## Kultur und Sehenswürdigkeiten

### Bauwerke
In Waterford wurden ein Distrikt und mehrere Bauwerke unter Denkmalschutz gestellt und ins National Register of Historic Places aufgenommen.
- North Waterford Congregational Church, 1986 unter der Register-Nr. 86001275.[10]
- McWain-Hall House, 1987 unter der Register-Nr. 87000416.[11]
- Waterford Historic District, 1980 unter der Register-Nr. 80000247.[12]

## Wirtschaft und Infrastruktur

### Verkehr
Die Maine State Route 35 verläuft in nordsüdlicher Richtung durch das Gebiet der Town. Auf sie mündet aus Westen kommend die Maine State Route 93. Im Bereich Waterford Flat zweigt in östliche Richtung die Maine State Route 37 ab, welche in East Waterford in die aus Norden kommende Maine State Route 118 mündet.

### Öffentliche Einrichtungen
In Waterford gibt es keine Krankenhäuser oder medizinische Einrichtungen. Die nächstgelegenen befinden sich in Bridgton, West Paris und Norway.
In Waterford befindet sich die Waterford Library. Ihre Ursprünge liegen vor 1899, als durch den Ladies Sewing Circle eine Bücherei im Knight store eingerichtet wurde. 1899 wurde dieser als Ladies Library Association of Waterford neu organisiert. Nach dem Tod der Knight-Schwestern wurde die Waterford Library Association gegründet und der Besitz ging auf diese über. Der Knight Store wurde 1937 durch ein Feuer zerstört genauso wie Teile der Bücherei und andere Gebäude. 1938 begannen Renovierungsarbeiten und dem Verein wurde das Land, auf dem der Knight Store sich befunden hatte, übereignet. Ab 1928 bildete sich auch in South Waterford eine Bücherei. Diese verschmolz im Jahr 1994 mit der Waterford Library. Das Gebäude der Waterford Library, welches nach dem Feuer 1937 renoviert wurde, steht heute unter Denkmalschutz.

### Bildung
Waterford gehört mit Harrison, Hebron, Norway, Otisfield, Oxford, Paris und South Paris zum Oxford Hills School District auch MASD17.
Im Schulbezirk werden folgende Schulen angeboten:
- Waterford Memorial School in Waterford, Schulklassen Pre-Kindergarten bis 2
- Agnes Gray Elementary in West Paris, Schulklassen Pre-Kindergarten bis 6
- Harrison Elementary in Harrison, Schulklassen 3 bis 6
- Hebron Station  in Hebron, Schulklassen Pre-Kindergarten bis 6
- Otisfield Community in Otisfield, Pre-Kindergarten bis 6
- Oxford Elementary in Oxford, Schulklassen Pre-Kindergarten bis 6
- Paris Elementary in Paris, Schulklassen Pre-Kindergarten bis 6
- Guy E. Rowe Elementary in Norway, Schulklassen Pre-Kindergarten bis 6
- Oxford Hills Middle School in South Paris, Schulklassen 7 bis 8
- Oxford Hills Comprehensive High School in South Paris, Schulklassen 9 bis 12

## Persönlichkeiten

### Söhne und Töchter der Stadt
- Charles Farrar Browne (1834–1867), Schriftsteller und Satiriker
- Elbridge Gerry (1813–1886), Politiker